# Frankfurt an der Oder
Frankfurt an der Oder, denominação eventualmente aportuguesada para Francoforte do Óder, é uma cidade do estado alemão de Brandemburgo, junto à fronteira com a Polónia.
Frankfurt an der Oder é uma cidade independente (Kreisfreie Städte) ou distrito urbano (Stadtkreis), ou seja, possui estatuto de distrito (Kreis).